# Сан Грегорио Маньо
Сан Грего̀рио Ма̀ньо (на италиански: San Gregorio Magno) е малко градче и община в Южна Италия, провинция Салерно, регион Кампания. Разположено е на 508 m надморска височина. Населението на общината е 4475 души (към 2010 г.).